# Pausiris
Pausiris o Pausires (Pausiras o Pausiris Παυσίρας o Παυσίρις) fou un noble persa.
Era fill d'Amirteu I, el sàtrapa que s'havia revoltat a Egipte. Tot i el precedent de la revolta del seu pare, el rei de Pèrsia el va nomenar sàtrapa d'Egipte, segons indica Heròdot.